# Małdaniec
Małdaniec (deutsch Maldanietz, 1938 bis 1945 Maldanen) ist ein Dorf in der polnischen Woiwodschaft Ermland-Masuren. Es gehört zur Gmina Szczytno (Landgemeinde Ortelsburg) im Powiat Szczycieński (Kreis Ortelsburg).

## Geographische Lage
Małdaniec liegt am Westufer des Waldpusch (polnisch Wałpusza) in der südlichen Mitte der Woiwodschaft Ermland-Masuren, neun Kilometer südöstlich der Kreisstadt Szczytno (deutsch Ortelsburg).

## Geschichte

### Ortsgeschichte
Die am 3. Januar 1788 ausgestellte Gründungsurkunde erwähnt fünf Siedler, die bereits vorher längere Zeit auf Scheffelplätzen im Korpeller Forst gewohnt und gearbeitet hatten. Im Jahre 1801 wurde das Dorf um eine „Waldwiese“ und durch eine „unbebaute Acquisition“  in der Korpeller Forst erweitert.
In den Jahren des 19. Jahrhunderts und auch des beginnenden 20. Jahrhunderts hatten die Dorfbewohner wirtschaftlich sehr unter den Überschwemmungen des Waldpuschs zu leiden. Eine wirtschaftliche Gesundung des Dorfes setzte ein, als auf Betreiben des Ortelsburger Landrates von Poser eine Regulierung des Flusses von Hamerudau (polnisch Rudka) bis Sabiellen (1938 bis 1945 Hellengrund, polnisch Zabiele) durchgeführt wurde.
Im Jahre 1874 wurde Maldanietz in den neu errichteten Amtsbezirk Materschobensee (polnisch Sasek Wielki) im ostpreußischen Kreis Ortelsburg eingegliedert. 1910 waren in der Landgemeinde Maldanietz 219 Einwohner registriert.
Aufgrund der Bestimmungen des Versailler Vertrags stimmte die Bevölkerung im Abstimmungsgebiet Allenstein, zu dem Maldanietz gehörte, am 11. Juli 1920 über die weitere staatliche Zugehörigkeit zu Ostpreußen (und damit zu Deutschland) oder den Anschluss an Polen ab. In Maldanietz stimmten 145 Einwohner für den Verbleib bei Ostpreußen, auf Polen entfielen keine Stimmen.
Im Jahre 1932 wurde Maldanietz selber Amtsdorf, als nämlich der Amtsbezirk Materschobensee aufgelöst wurde. Er war wie sein Vorgänger dem  Regierungsbezirk Allenstein (bis 1905: Regierungsbezirk Königsberg) zugeordnet.
Die Zahl der Einwohner von Maldanietz belief sich im Jahre 1933 auf 190. Am 3. Juni – amtlich bestätigt am 16. Juli – 1938 wurde Maldanietz aus politisch-ideologischen Gründen der Abwehr fremdländisch klingender Ortsnamen in „Maldanen“ umbenannt. Die Einwohnerzahl belief sich 1939 auf 198.
In Kriegsfolge kam 1945 das gesamte südliche Ostpreußen an Polen. Maldanen erhielt die polnische Namensform „Małdaniec“ und ist heute mit dem Sitz eines Schulzenamtes (polnisch Sołectwo) eine Ortschaft im Verbund der Landgemeinde Szczytno (Ortelsburg) im Powiat Szczycieński (Kreis Ortelsburg), bis 1998 der Woiwodschaft Olsztyn, seither der Woiwodschaft Ermland-Masuren zugehörig. Die Zahl der Einwohner von Małdaniec belief sich im Jahre 2011 auf 185.

### Amtsbezirk Maldanietz/Maldanen (1932–1945)
Zum Amtsbezirk Maldanietz (ab 1938: Amtsbezirk Maldanen) gehörten vier Dörfer:
| Deutscher Name | Geänderter Name 1938 bis 1945 | Polnischer Name |
| -------------- | ----------------------------- | --------------- |
| Finsterdamerau |                               | Ciemna Dąbrowa  |
| Maldanietz     | Maldanen                      | Małdaniec       |
| Wessolygrund   | (ab 1933:) Freudengrund       | Piecuchy        |
| Worfengrund    |                               | Czarkowy Grąd   |

## Kirche
Kirchlich war Maldanietz resp. Maldanen bis 1945 nach Ortelsburg hin orientiert: zur dortigen evangelischen Kirche in der Kirchenprovinz Ostpreußen der Kirche der Altpreußischen Union bzw. zur dortigen römisch-katholischen Pfarrkirche im damaligen Bistum Ermland.
Heute besteht ebenfalls die kirchliche Zugehörigkeit zur Kreisstadt: in der evangelischen Pfarrei Szczytno innerhalb der Diözese Masuren der Evangelisch-Augsburgischen Kirche in Polen sowie in der katholischen Pfarrgemeinde, die jetzt zum Erzbistum Ermland gehört.

## Verkehr
Małdaniec liegt an einer Nebenstraße, die von Rudka (Hamerudau) südlich von Szczytno parallel zum Waldpuschfluss bis nach Zabiele (Sabiellen, 1938 bis 1945 Hellengrund) führt. Innerhalb von Małdaniec endet eine Nebenstraße vom Nachbarort Piecuchy (Wessolygrund, 1933 bis 1945 Freudengrund). Eine Anbindung an den Bahnverkehr besteht nicht.